# Python bivittatus
Il pitone delle rocce birmano (Python bivittatus), anche noto solo come pitone birmano, è una delle più grandi specie del genere  Python, nonché uno dei più grandi serpenti conosciuti. È una specie originaria del sud-est asiatico dove occupa un vasto areale, sebbene sia oggi considerato una specie Vulnerabile dalla Lista Rossa IUCN. Fino al 2009 era considerato una sottospecie del pitone delle rocce indiano (Python molurus), ma è stato riconosciuto come una specie a sé stante. La specie è particolarmente apprezzata nell'hobby della terraristica rendendolo uno dei serpenti di grandi dimensioni più comuni e apprezzati dagli appassionati, specialmente gli esemplari albini. Tuttavia, la commercializzazione di questo animale e le fughe accidentali o le liberazioni volute lo hanno reso una specie invasiva negli Stati Uniti sudorientali.

## Descrizione

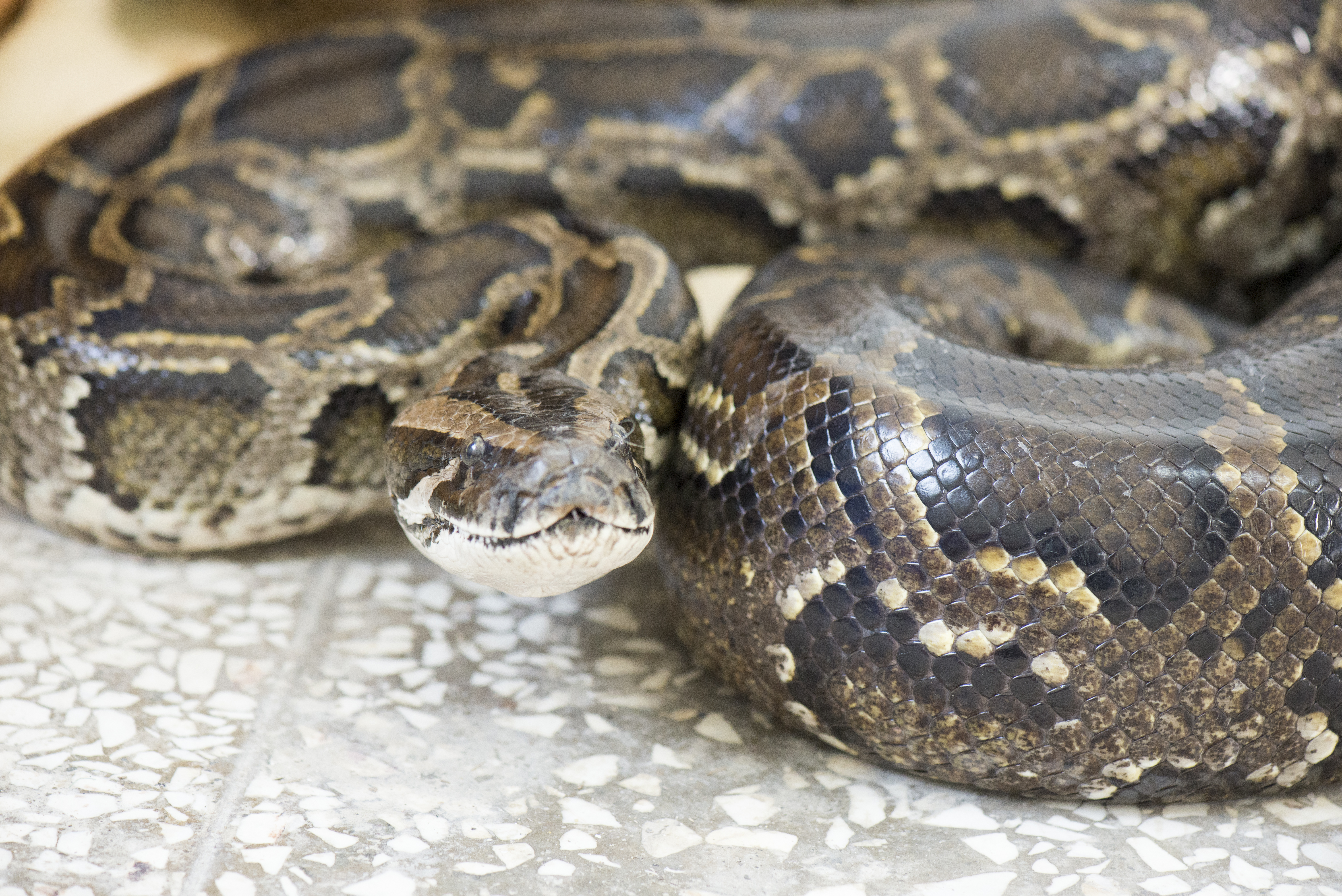
Primo piano

Il pitone birmano è un serpente costrittore di colore scuro coperto da macchie marroni bordate di nero lungo il dorso. In natura, questi serpenti raggiungono una lunghezza media di 5 metri (16 piedi), sebbene alcuni esemplari possano raggiungere oltre 7 metri (23 piedi). Questa specie è sessualmente dimorfica nelle dimensioni; le femmine sono in media leggermente più lunghe, ma considerevolmente più pesanti, dei maschi. Ad esempio, il rapporto lunghezza-peso nei pitoni birmani in cattività per singole femmine hanno dimostrato: a 3,47 metri di lunghezza un esemplare pesava 29 kg, un esemplare di poco più di 4 metri pesava 36 kg, un esemplare di 4,5 metri pesava 40 kg, e un altro esemplare di 5 metri pesava 75 kg. In confronto, il rapporto lunghezza-peso per i maschi hanno dimostrato: un esemplare di 2,8 metri pesava 12 kg, un esemplare di 2,97 metri pesava 14,5 kg, un esemplare di 3 metri pesava 7 kg, e un campione di 3,05 metri pesava 18,5 kg. In generale, gli individui di lunghezza superiore ai 5 metri sono piuttosto rari. Il record per la lunghezza massima nei pitoni birmani è detenuto da una femmina vissuta a Serpent Safari per 27 anni. Poco dopo la morte, la sua lunghezza effettiva è stata determinata a 5,74 metri. I dati pubblicati su esemplari più lunghi non sono verificati. Intorno al 1999, al momento della sua morte, un'altra femmina di nome "Baby" era il serpente più pesante registrato al mondo, raggiungendo i 182,8 kg, per una lunghezza di 5,74 metri. Le dimensioni minime per gli adulti sono di 2,35 metri. Delle forme nane si possono trovare a Giava, Bali e Sulawesi, con una lunghezza media di 2 metri a Bali, e un massimo di 2,5 metri a Sulawesi. Gli individui selvatici sono lunghi in media 3,7 metri, ma è noto che possano raggiungere quasi i 6 metri se le condizioni di crescita sono ottimali.

## Distribuzione e habitat
Il pitone birmano può essere trovato in tutto il sud e sud-est asiatico, compresa l'India orientale, il Nepal sudorientale, il Bhutan occidentale, il Bangladesh sudorientale, Myanmar, Thailandia, Laos, Cambogia, Vietnam, Malesia continentale settentrionale e la Cina meridionale nel Fujian, Jiangxi, Guangdong, Hainan, Guangxi e Yunnan. Può essere trovato anche a Hong Kong e in Indonesia a Giava, Sulawesi meridionale, Bali e Sumbawa. È stato anche avvistato a Kinmen. Il pitone birmano si trova spesso nei pressi di paludi e acquitrini, essendo un serpente semiacquatico, ma può anche essere avvistato sugli alberi.
È un ottimo nuotatore e ha bisogno di una fonte d'acqua permanente per sopravvivere. Può anche abitare nelle praterie, paludi, zone umide, colline rocciose, boschi, valli fluviali e giungle con radure aperte. È un buon arrampicatore e ha una coda prensile che lo aiuta a mantenersi sui rami. Può rimanere sott'acqua anche per 30 minuti, sebbene prediliga la terraferma.

### Come specie invasiva

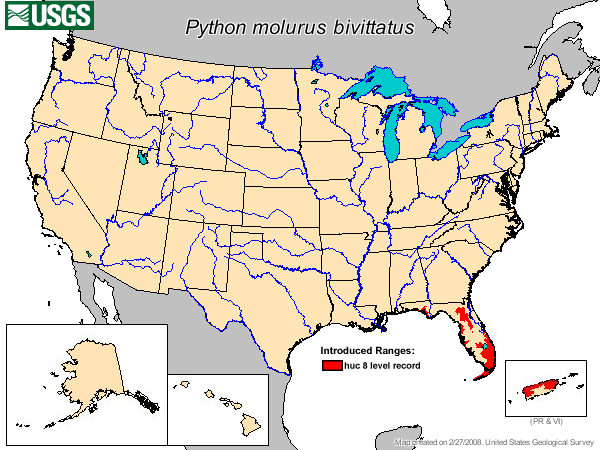
Areale negli Stati Uniti, nel 2007

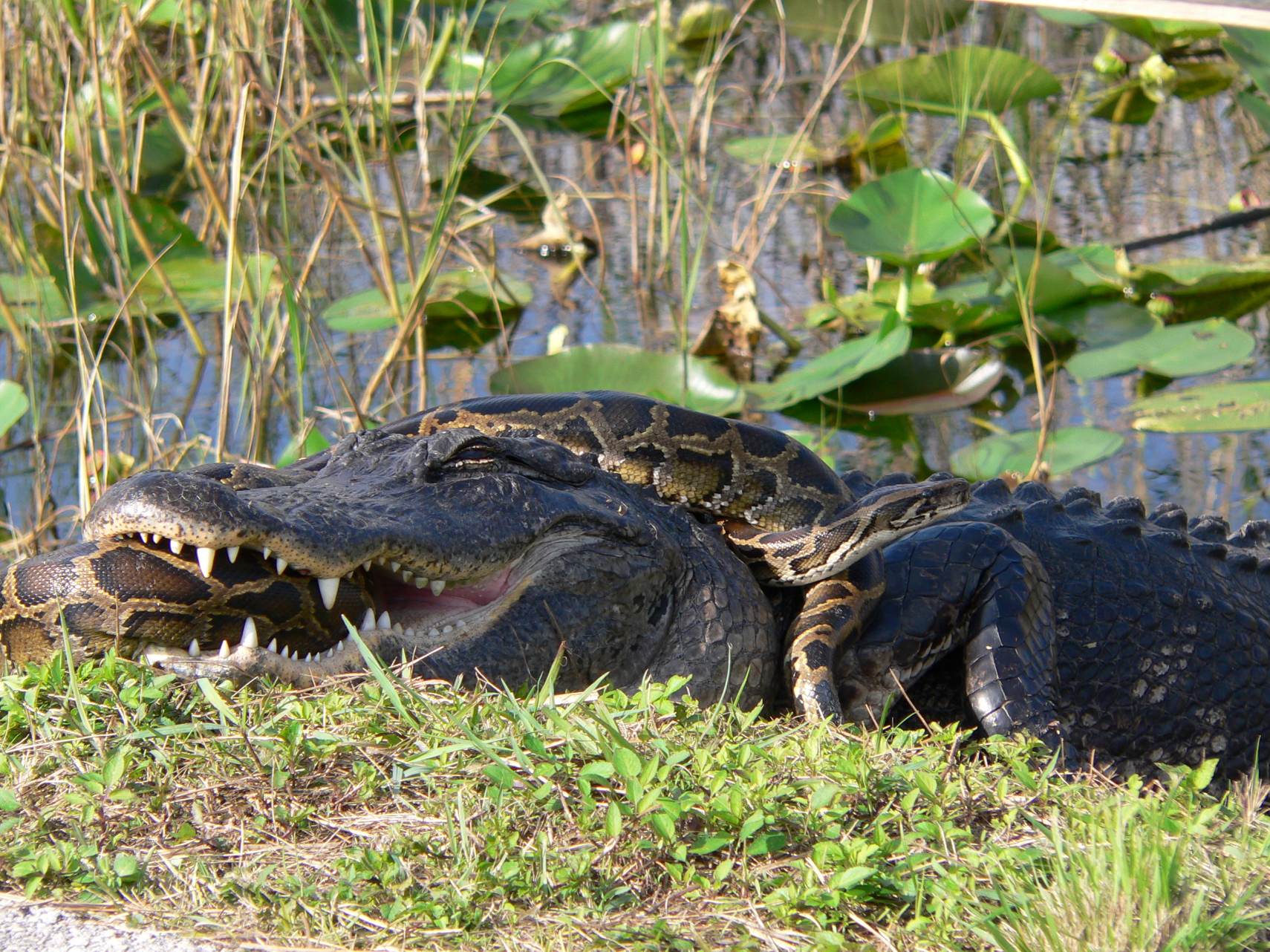
Un alligatore americano e un pitone birmano nel Parco nazionale delle Everglades

L'invasione dei pitoni birmani negli Stati Uniti è particolarmente estesa, in particolare in South Florida, dove ora è possibile trovare un gran numero di pitoni nelle Everglades. L'attuale numero di pitoni birmani nelle Everglades potrebbe aver raggiunto una popolazione minima vitale e diventare una specie invasiva. Tra il 1996 e il 2006, il pitone birmano ha guadagnato popolarità nel commercio di animali domestici, con oltre 90.000 serpenti importati negli Stati Uniti. Tra questi, diversi esemplari sono probabilmente fuggiti dai loro proprietari o sono stati deliberatamente abbandonati da essi quando raggiungevano determinate dimensioni. Nel 1992, l'uragano Andrew distrusse una struttura per l'allevamento di pitoni e uno zoo, facendo fuggire questi serpenti che avrebbero trovato rifugio nelle paludi delle Everglades. Nel tempo, più di 1.330 esemplari di pitoni birmani rinselvatichiti sono stati catturati nelle Everglades.
Nel 2007, il pitone birmano è stato trovato anche nel nord della Florida e nelle zone costiere di Panhandle. L'importazione di pitoni birmani è stata vietata negli Stati Uniti nel gennaio 2012 dal Dipartimento degli Interni degli Stati Uniti. Un rapporto del 2012 affermava: "nelle aree in cui i serpenti sono ben radicati, volpi e conigli sono scomparsi. Gli avvistamenti di procioni sono diminuiti del 99,3%, quelli di opossum del 98,9% e quelli di cervi dalla coda bianca del 94,1%". Tra il 2003 e il 2011 le indagini stradali hanno indicato una diminuzione dell'87,3% nelle popolazioni di linci rosse e in alcune aree i conigli sono scomparsi del tutto. Sfortunatamente, gli sforzi sperimentali per reintrodurre popolazioni di conigli nelle aree in cui i conigli sono stati completamente eliminati sono per lo più falliti "a causa degli alti tassi di predazione (77% dei decessi) da parte dei pitoni". Le popolazioni di uccelli e coyote potrebbero essere altrettanto in pericolo, così come la già rara pantera della Florida. Oltre a questa relazione di correlazione, è stato anche dimostrato sperimentalmente che i pitoni hanno un effetto distruttivo sulle popolazioni di conigli di palude, suggerendo ulteriormente che siano i responsabili di molti dei cali di mammiferi registrati. Questi serpenti possono, inoltre competere con i predatori nativi per il cibo.
L'esempio più lampante è la competizione con l'alligatore americano, il più grande predatore delle paludi, e vi sono stati innumerevoli casi e avvistamenti di attacchi e lotte tra pitoni e alligatori. Vi sono anche numerosi casi di predazione, con i pitoni più grandi che sono in grado di uccidere ed ingoiare alligatori di medie dimensioni, e alligatori che si nutrono dei pitoni più piccoli.
Entro il 2011, i ricercatori hanno identificato i resti di 25 specie di nove ordini di uccelli nel tratto digestivo di 85 pitoni birmani trovati nel Parco nazionale delle Everglades. Le popolazioni di uccelli nativi stanno subendo un impatto negativo dall'introduzione del pitone birmano in Florida; tra queste specie di uccelli, la cicogna americana è una delle più colpite, ed è ora elencata come una specie minacciata dal governo federale.
Negli ultimi dieci anni sono stati fatti numerosi sforzi per eliminare le popolazioni di pitoni birmani. Per restringere la caccia al pitone è necessario comprendere l'habitat preferito della specie. È stato riportato che i pitoni birmani selezionano habitat più asciutti e con vegetazione a foglia larga, come cipressi e foreste di conifere. Sebbene gli ambienti acquatici e palustri sarebbero un'ottima fonte di prede, i pitoni sembrano privilegiare gli ambienti che consentono loro di mimetizzarsi e di nascondersi. Inoltre, si è scoperto che i pitoni birmani in Florida preferiscono habitat elevati, poiché ciò fornisce le condizioni ottimali per la nidificazione. Oltre agli habitat elevati, gli habitat marginali sono luoghi comuni in cui si trovano i pitoni birmani per la termoregolazione, la nidificazione e la caccia.
Uno dei movimenti di eradicazione con la maggiore influenza è stato il Python Challenge del 2013, un concorso di un mese in cui sono stati catturati ed eliminati un totale di 68 pitoni. Il concorso offriva incentivi come premi per il maggior numero di pitoni catturati. Lo scopo della sfida era aumentare la consapevolezza sulle specie invasive, aumentare la partecipazione del pubblico e della cooperazione delle agenzie e rimuovere il maggior numero possibile di pitoni dalle Everglades.
Uno studio del 2017 ha introdotto un nuovo metodo per identificare la presenza di pitoni birmani nel sud della Florida; questo metodo prevede lo screening del sangue di zanzara. Dall'introduzione del pitone birmano in Florida, le comunità di zanzare usano i pitoni come ospiti anche se sono stati introdotti solo di recente. La ricerca ha coinvolto lo screening del sangue delle zanzare autoctone per cercare la presenza di DNA di pitone. In questo modo, è possibile determinare la presenza o l'assenza di pitoni nell'area consentendo il loro monitoraggio in tutta la Florida.
Nell'aprile 2019, i ricercatori hanno catturato e ucciso una grossa femmina nella riserva nazionale di Big Cypress, in Florida. Era lungo più di 5,2 metri, pesava 64 kg, e conteneva 73 uova in via di sviluppo.
I pitoni birmani che si sono stabiliti in Florida hanno affrontato anche alcuni cambiamenti fisiologici. A differenza delle loro controparti native dell'Asia meridionale che trascorrono lunghi periodi a digiuno a causa della variazione stagionale della disponibilità di prede, i pitoni della Florida si nutrono tutto l'anno grazie alla costante disponibilità di cibo. Sono anche vulnerabili allo stress da freddo, con gelate invernali che portano a tassi di mortalità fino al 90%. I dati genomici suggeriscono che la selezione naturale su queste popolazioni favorisca gli esemplari con una maggiore tolleranza termica.

## Biologia

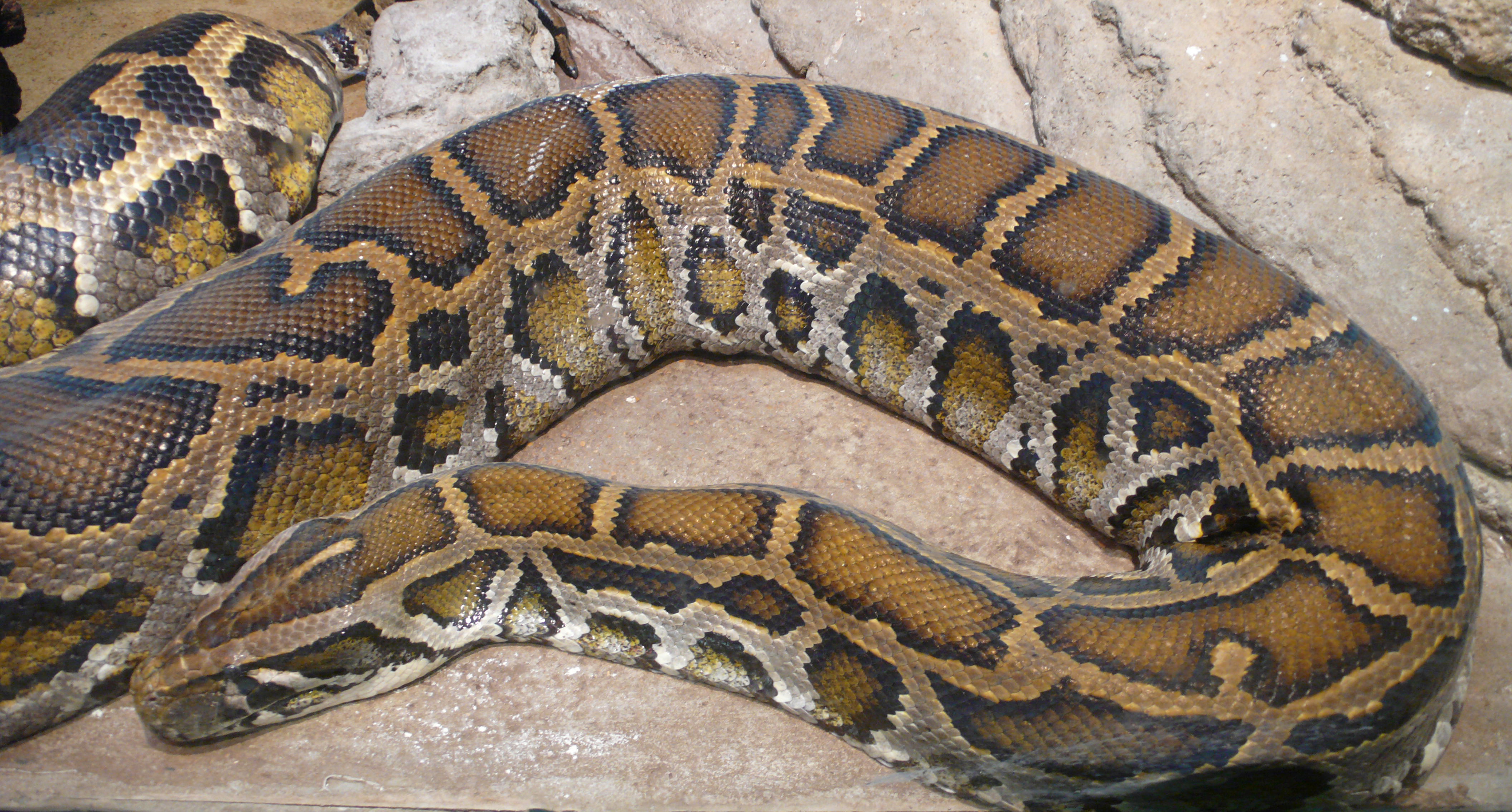
Un esemplare in cattività

I pitoni birmani sono principalmente notturni. I giovani sono ugualmente a loro agio sul terreno e sugli alberi, ma man mano che aumentano di dimensioni, tendono a limitare la maggior parte dei loro movimenti al suolo. Sono anche ottimi nuotatori, riuscendo a stare in immersione fino a mezz'ora. I pitoni birmani trascorrono la maggior parte del loro tempo nascosti nel sottobosco. Nelle parti settentrionali del loro areale, il pitone birmano può brumare per alcuni mesi durante la stagione fredda in un albero cavo, in un buco nella sponda di un fiume, o sotto le rocce. Sebbene questo comportamento abbia benefici simili al letargo, consentendo agli organismi di sopportare l'inverno senza muoversi, comporta anche la preparazione degli organi riproduttivi maschili e femminili per la prossima stagione riproduttiva. Anche la popolazione della Florida passa attraverso un periodo di brumazione.
Sono animali solitari, ritrovandosi in gruppo o in coppia solamente durante la stagione riproduttiva. I pitoni birmani si riproducono all'inizio della primavera, con le femmine che depongono 12-36 uova tra marzo e aprile. Le femmine proteggono le uova fino alla schiusa, avvolgendosi intorno ad esse e contraendo i muscoli in modo tale da alzare di diversi gradi la temperatura ambientale intorno alle uova. Una volta che i piccoli usano il dente d'uovo per farsi strada fuori dalle uova, non vengono fornite ulteriori cure materne. I cuccioli appena nati sono già autosufficienti e spesso rimangono all'interno delle loro uova fino a quando non sono pronti per completare la loro prima muta, dopodiché saranno pronti per cacciare il loro primo pasto.

### Dieta
Come tutti i serpenti, il pitone birmano è carnivoro. La sua dieta consiste principalmente di uccelli e mammiferi, ma comprende anche anfibi e rettili. È un predatore d'agguato che trascorre la maggior parte del tempo rimanendo fermo nascosto nel sottobosco, aspettando che la preda si avvicini, per poi colpire. Il serpente afferra la sua preda con i suoi denti aguzzi, per poi avvolgerla con il suo corpo uccidendola per costrizione. Una volta accertatosi che la preda abbia smesso di respirare, l'animale inghiotte la sua preda intera. Spesso l'animale si avvicina alle abitazioni umane per la presenza di ratti, topi e altri piccoli animali. Tuttavia, la sua uguale affinità per uccelli e mammiferi domestici lo rendono a sua volta un parassita per gli allevatori. In cattività, la sua dieta consiste principalmente di ratti di dimensioni appropriate disponibili in commercio, che si trasformano in prede più grandi come conigli e pollame man mano che l'animale cresce. Essendo una specie invasiva in Florida, i pitoni birmani si nutrono principalmente di una gran varietà di piccoli mammiferi tra cui volpi, conigli e procioni. A causa dei loro alti livelli di predazione, sono considerati la causa del declino e persino della scomparsa di molte specie di mammiferi. Nel loro areale invasivo, i pitoni si nutrono anche di uccelli e occasionalmente altri rettili. Dei pitoni eccezionalmente grandi possono attaccare e nutrirsi anche di animali più grandi come maiali o capre, e ci sono attacchi e predazioni documentate ai danni di alligatori e cervi adulti.
La risposta digestiva dei pitoni birmani a prede così grandi li ha resi una specie modello per la fisiologia digestiva. Il suo stile di caccia d'agguato è caratterizzato da lunghi periodi di digiuno tra i pasti, e la maggior parte dei pitoni birmani si nutrono in genere una volta al mese o due, ma possono rimanere a digiuno anche fino a 18 mesi. Poiché i tessuti digestivi sono energeticamente costosi da mantenere, sono sottoregolati durante i periodi di digiuno per risparmiare energia quando non sono in uso. Un pitone a digiuno ha un volume e un'acidità ridotti dello stomaco, una massa intestinale ridotta e un volume cardiaco "normale". Dopo aver ingerito la preda, l'intero apparato digerente subisce un massiccio rimodellamento, con rapida ipertrofia dell'intestino, produzione di acido gastrico e aumento del 40% della massa del ventricolo del cuore per alimentare il processo digestivo. Durante la digestione, anche il consumo di ossigeno del serpente aumenta drasticamente, aumentando con le dimensioni del pasto da 17 a 40 volte il suo tasso di riposo. Questo drammatico aumento è il risultato del costo energetico del riavvio di molti aspetti del sistema digestivo, dalla ricostruzione dello stomaco e dell'intestino tenue alla produzione di acido cloridrico da secretare nello stomaco. La produzione di acido cloridrico è una componente significativa del costo energetico della digestione, poiché la digestione di prede intere richiede che l'animale venga scomposto senza l'uso dei denti, sia per masticare che per lacerare la preda in pezzi più piccoli. Per compensare, una volta che la preda è stata ingerita, i pitoni birmani iniziano a produrre grandi quantità di acido per rendere lo stomaco abbastanza acido da trasformare il cibo solido in semi-liquido, in modo che possa passare attraverso l'intestino tenue e subire il resto del processo digestivo.
Il costo energetico è più alto nei primi giorni dopo aver mangiato, quando questi processi rigenerativi sono più attivi, il che significa che i pitoni birmani fanno affidamento sull'accumulo di energia alimentare esistente per digerire un nuovo pasto. Nel complesso, l'intero processo digestivo dall'assunzione di cibo alla defecazione dura 8-14 giorni.

## Conservazione

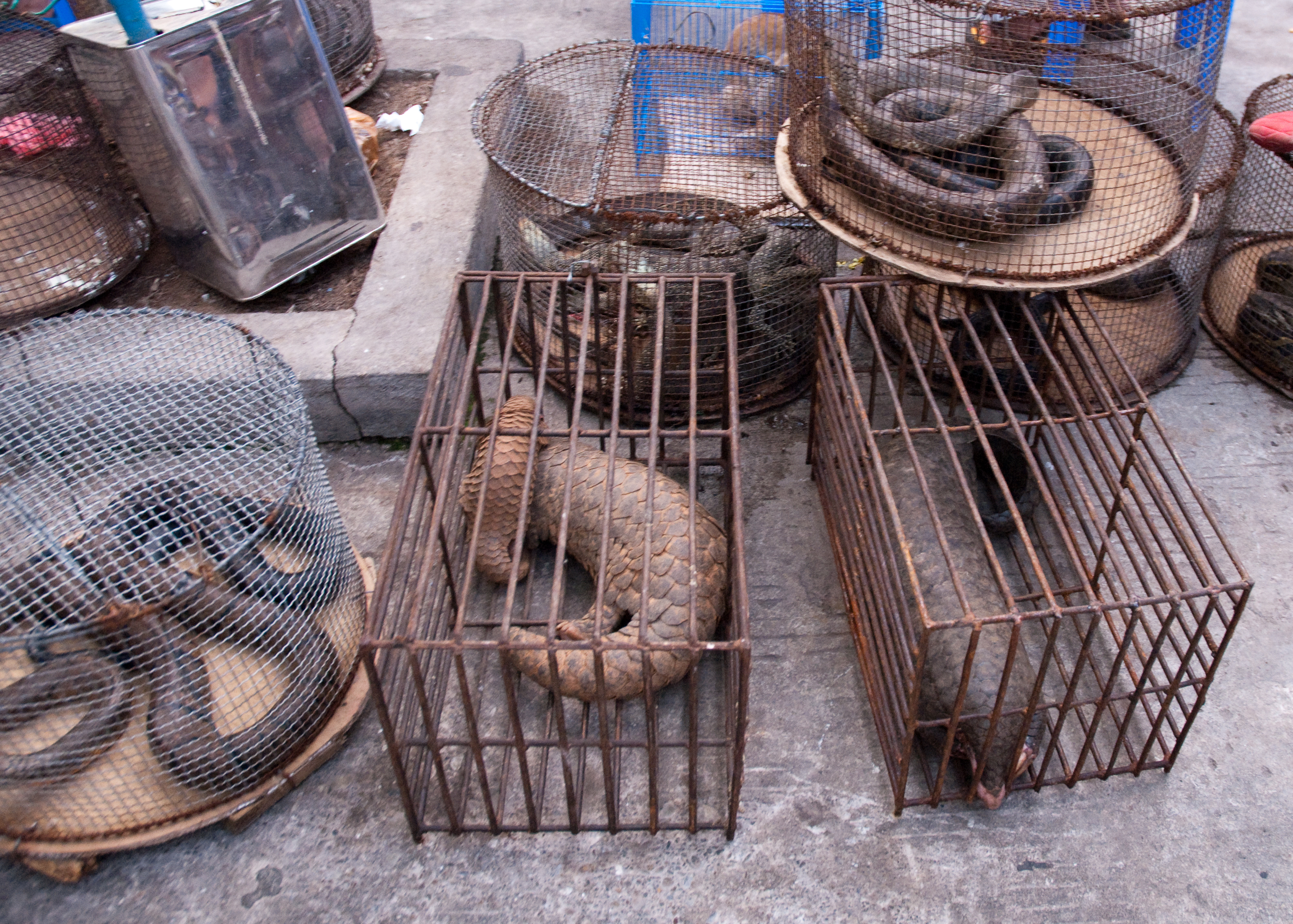
Pitoni birmani con altri serpenti e pangolini in un mercato nero della fauna selvatica a Mong La, Shan, Myanmar

Il pitone birmano è elencato nell'Appendice II della CITES. È stato elencato come una specie Vulnerabile nella Lista Rossa IUCN dal 2012, poiché si stima che la popolazione selvatica nel suo habitat nativo sia diminuita di almeno il 30% nel primo decennio del 21º secolo a causa della perdita dell'habitat e della caccia eccessiva, per essere esportato come animale domestico esotico, per la pelle o per la carne.
Per mantenere le popolazioni di pitoni birmani, l'IUCN raccomanda una maggiore legislazione sulla conservazione e l'applicazione a livello nazionale e internazionale per ridurre la cattura di questi animali in tutto il suo areale nativo. L'IUCN raccomanda anche una maggiore ricerca sull'ecologia e sulle minacce per le popolazioni autoctone. A Hong Kong, è una specie protetta ai sensi dell'ordinanza sulla protezione degli animali selvatici Cap 170. È protetta anche in Thailandia, Vietnam, Cina e Indonesia. Tuttavia, è ancora comune solo a Hong Kong e in Thailandia, con status da raro a molto raro nel resto del suo areale.

## In cattività

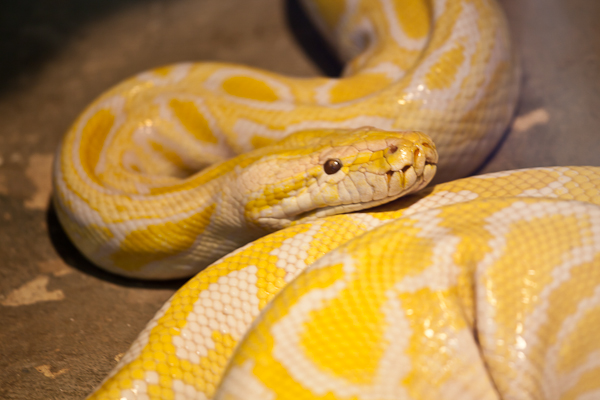
Esemplare albino, al Rancho Texas Park, Tías, Lanzarote

I pitoni birmani sono spesso venduti come animali domestici e sono resi popolari dalla loro colorazione vivace e dalla natura apparentemente accomodante. Tuttavia, hanno un rapido tasso di crescita e spesso superano i 2,1 metri di lunghezza in un anno se curati e nutriti adeguatamente. All'età di quattro anni, avranno raggiunto la loro taglia adulta, sebbene continuino a crescere molto lentamente per tutta la vita, che può superare i 20 anni. La maggior parte dei pitoni birmani venduti come animali domestici sono animali nati e cresciuti in cattività da allevatori certificati e quindi abituati alla presenza dell'uomo. Tuttavia, è possibile trovare nei mercati anche animali catturati in natura e che quindi non sono abituati alla presenza dell'uomo, oltre a poter essere portatori di malattie e parassiti, pertanto è bene informarsi per sollecitare la cattura di questi animali in natura.
Sebbene in cattività la specie abbia un carattere perlopiù docile, rimangono comunque animali forti, in grado di infliggere gravi morsi e persino di uccidere per costrizione se provocati o se si sentono in pericolo. Le loro dimensioni li portano inoltre a consumare grandi quantità di cibo, e richiedono uno spazio adeguato, e i loro terrari sono spesso costruiti su misura. Per questo alcuni proprietari che non possono più tenere l'animale lo liberano o lo abbandonano in natura, rendendoli specie invasive che devastano l'ambiente. Per questo motivo, alcune giurisdizioni (compresa la Florida, a causa dell'invasione di pitoni nelle Everglades) hanno posto restrizioni all'allevamento di pitoni birmani come animali domestici. I trasgressori possono essere imprigionati per più di sette anni o multati fino a 500000 $ se condannati.
I pitoni birmani si nutrono opportunisticamente; mangiano quasi ogni volta che gli viene offerto del cibo e spesso si comportano come se fossero affamati anche quando hanno mangiato di recente. Di conseguenza, sono spesso sovralimentati, causando problemi legati all'obesità, problema comune nei pitoni birmani in cattività.

### Maneggiamento

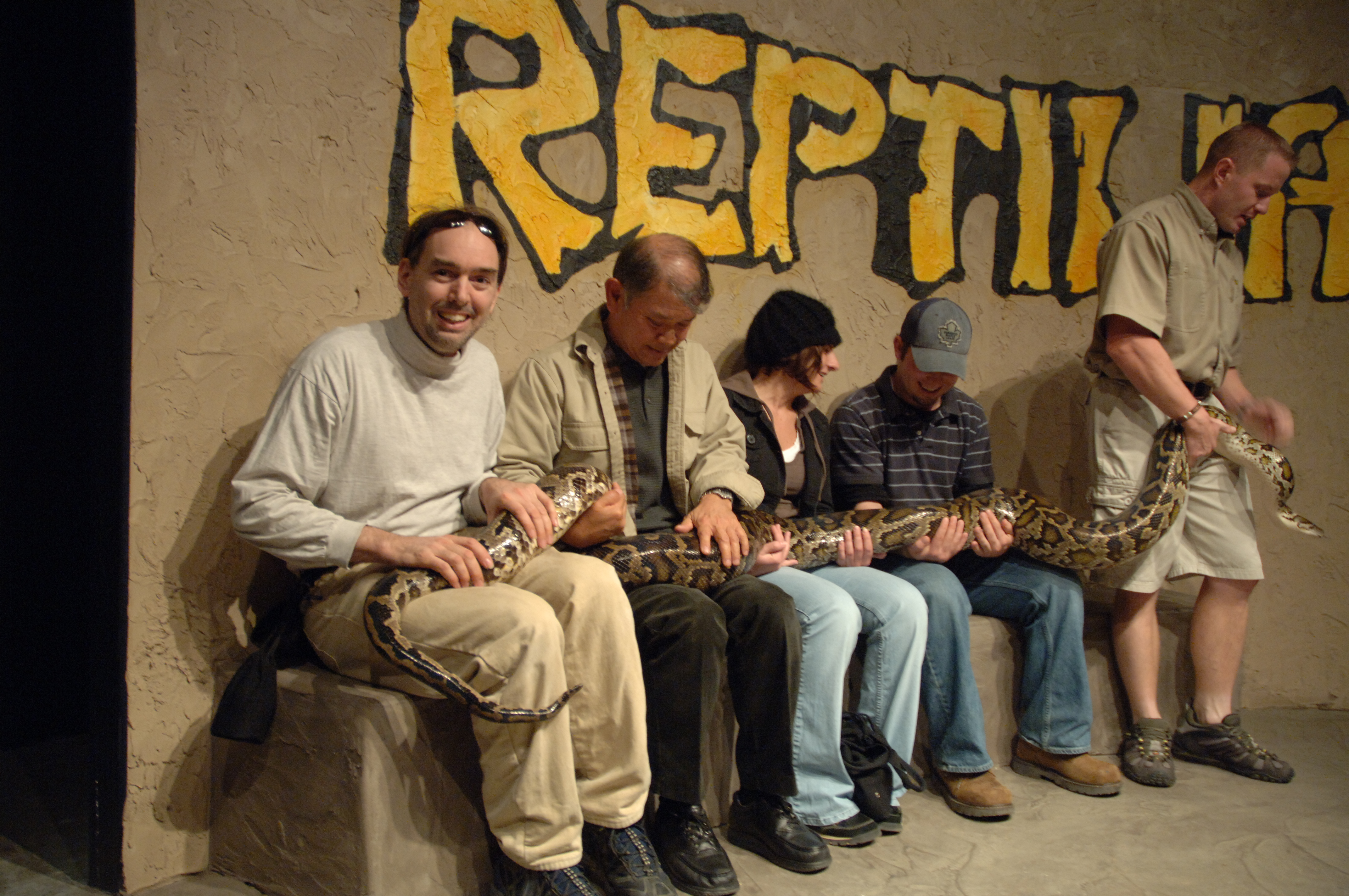
Volontari del pubblico che tengono in mano un pitone birmano adulto

Sebbene i pitoni in cattività abbiano un carattere perlopiù docile e accomodato alle persone, possono comunque sentirsi minacciati e tendono a nascondersi all'interazione umana, pertanto è necessaria una cura speciale quando li si maneggi. Data la forza degli adulti, di solito si consiglia di maneggiare l'animale con più persone (fino a una persona per metro di serpente). Alcune giurisdizioni richiedono che i proprietari siano in possesso di licenze speciali e, come per qualsiasi animale selvatico tenuto in cattività, è importante trattarli con il rispetto che un animale di queste dimensioni impone.

### Morph

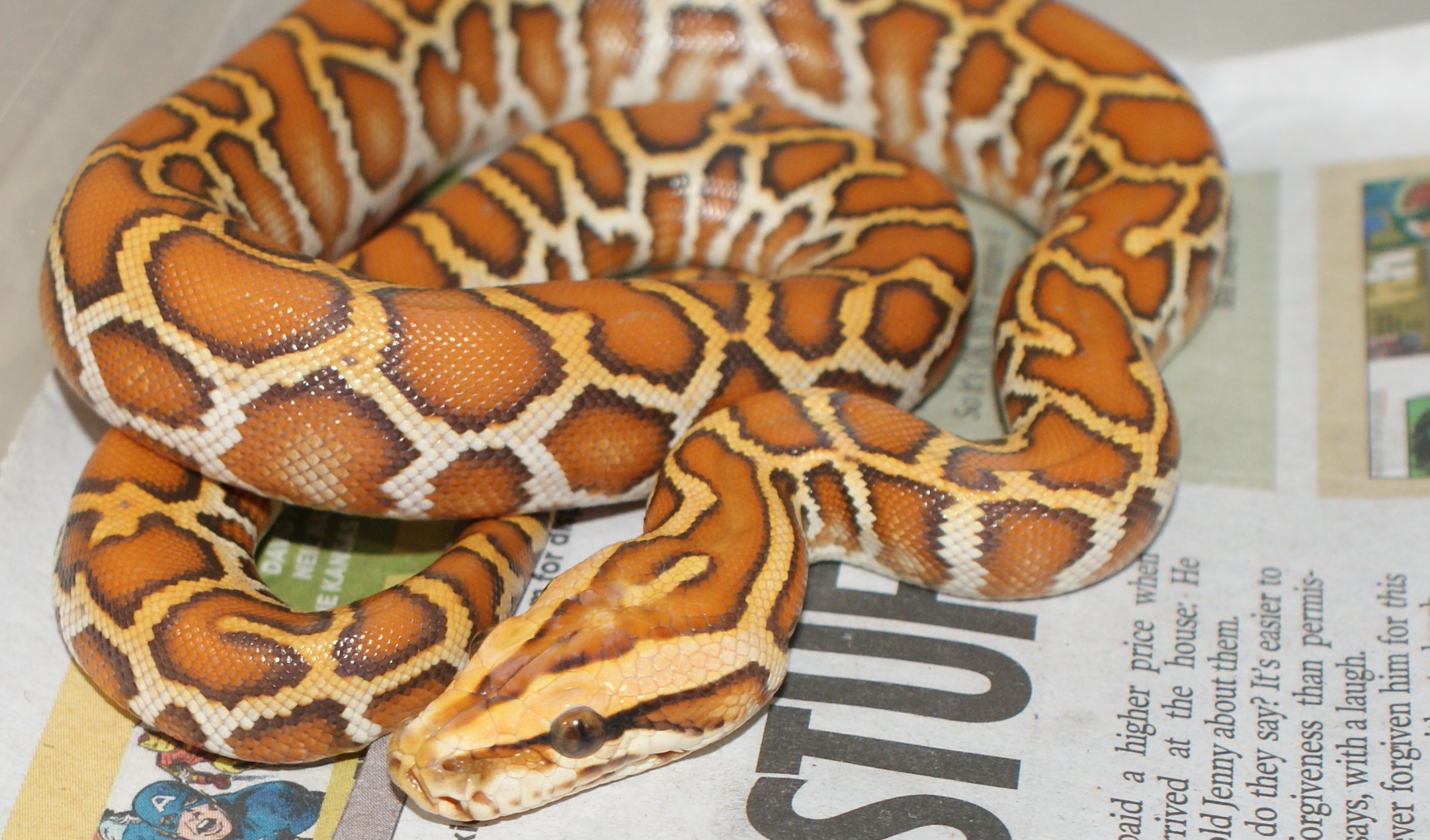
Un giovane morph "caramello"

Il pitone birmano è spesso allevato in cattività per la sua colorazione, il motivo e, più recentemente, le dimensioni. La sua forma albina è particolarmente popolare ed è il morph più ampiamente disponibile. Il pitone birmano albino Archiviato il 7 agosto 2024 in Internet Archive. è speciale per il suo modello di colore unico. A differenza del pitone birmano, che ha un disegno marrone scuro e nero, il birmano albino ha un corpo giallo pallido o bianco crema con macchie arancioni o rosate brillanti. E i loro occhi sono solitamente rossi o rosa. Questi colori chiari li rendono molto diversi e belli rispetto agli altri serpenti.Questo morph è bianco con motivi giallo butterscotch e arancione bruciato. Inoltre, sono disponibili esemplari "labirinto" con motivi labirintici, "verde" color kaki e "granito" con molti piccoli punti angolari. Gli allevatori hanno recentemente iniziato a lavorare con un lignaggio isolano di pitoni birmani. I primi rapporti indicano che questi pitoni birmani nani hanno una colorazione e dei motivi leggermente diversi dai loro parenti della terraferma e non crescono molto più di 2,1 metri di lunghezza. Uno dei morph più ricercati di questa variante è il Birmano leucistico. Questa particolare varietà è molto rara, essendo interamente bianco brillante senza motivo e con occhi azzurri, e solo nel 2008/2009 è stata riprodotta in cattività come forma omozigote (definita "super" dagli appassionati) del tratto codominante ipomelanistico. Il morph "caramello" ha un motivo color caramello con occhi "cioccolato al latte".